# Giusto Senes
Giusto Senes (Napoli, 3 marzo 1887 – Napoli, 1º maggio 1977) è stato un arbitro di calcio, calciatore, allenatore e dirigente sportivo italiano.

## Biografia
Da calciatore collezionò una presenza nella terza squadra del Naples nel campionato di Terza Categoria 1913-1914.

In un'epoca in cui gli stessi calciatori assumevano anche la funzione di giudice di gara, oltre a collezionare due gettoni di presenza con il Naples nel campionato di Prima Categoria 1919-1920, nello stesso campionato di massima divisione arbitrò Internazionale Napoli-Puteolana il 21 dicembre 1919.
Appartenente alla nobiltà napoletana, fu pioniere degli arbitri partenopei. Nel 1921 insieme a Guido Cavalli, Gaetano Del Pezzo, i fratelli Reichlin, Mario Argento ed Amedeo Barra, tutti sotto l'egida di Carlo Garozzo, fondò la sezione arbitri di Napoli. Arbitrò in massima serie fino al 1926. Il 5 febbraio 1940 fu nominato fiduciario del Comitato Italiano Tecnico Arbitrale (C.I.T.A.) del Direttorio XXIII di Asmara.
Diplomatosi alla scuola allenatori nel 1933, allenò il Savoia di Torre Annunziata nel campionato di Prima Divisione 1933-1934, terzo livello del calcio italiano.
Il 25 gennaio 1935 passò al Livorno in Serie A, assumendo gli incarichi di Direttore sportivo ed allenatore delle giovanili.
Fu anche dirigente del Napoli.